# Ranking WTA

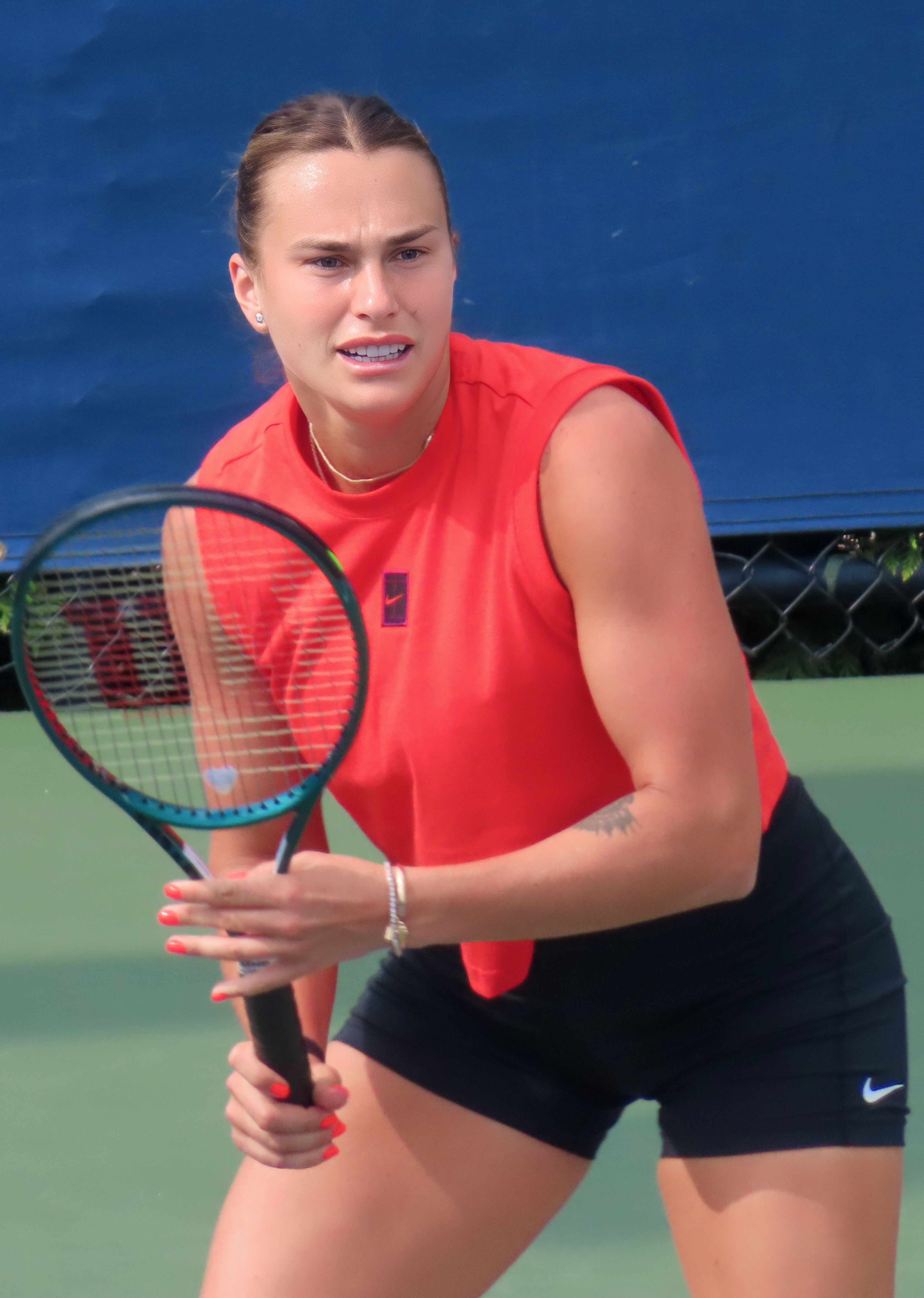
Aryna Sabalenka, actual número uno.

La clasificación de la WTA es un ranking mundial de tenistas profesionales femeninas que publica la Women's Tennis Association (WTA) desde 1975. Se actualiza cada semana y abarca los resultados de las últimas 52 semanas. Se utiliza para seleccionar a los habilitados en cada torneo y a los cabezas de serie.

## Distribución de puntos
| Categoría                      | W     | F     | SF                                                                                  | QF                                                                                  | R16                                                                                 | R32                                                                                 | R64                                                                                 | R128                                                                                | Q                                                                                   | Q3                                                                                  | Q2                                                                                  | Q1                                                                                |  |
| Grand Slam (S)                 | 2000  | 1300  | 780                                                                                 | 430                                                                                 | 240                                                                                 | 130                                                                                 | 70                                                                                  | 10                                                                                  | 40                                                                                  | 30                                                                                  | 20                                                                                  | 2                                                                                 |  |
| Grand Slam (D)                 | 2000  | 1300  | 780                                                                                 | 430                                                                                 | 240                                                                                 | 130                                                                                 | 10                                                                                  | -                                                                                   | 40                                                                                  | -                                                                                   | -                                                                                   | -                                                                                 |  |
| WTA Championships (S)          | 1500* | 1080* | +125 por partido jugado en el round robin +250 por partido ganado en el round robin | +125 por partido jugado en el round robin +250 por partido ganado en el round robin | +125 por partido jugado en el round robin +250 por partido ganado en el round robin | +125 por partido jugado en el round robin +250 por partido ganado en el round robin | +125 por partido jugado en el round robin +250 por partido ganado en el round robin | +125 por partido jugado en el round robin +250 por partido ganado en el round robin | +125 por partido jugado en el round robin +250 por partido ganado en el round robin | +125 por partido jugado en el round robin +250 por partido ganado en el round robin | +125 por partido jugado en el round robin +250 por partido ganado en el round robin |                                                                                   |  |
| WTA Championships (D)          | 1500  | 1080  | 750                                                                                 | 375                                                                                 |                                                                                     |                                                                                     |                                                                                     |                                                                                     |                                                                                     |                                                                                     |                                                                                     |                                                                                   |  |
| Tournament of Champions (S)    | 375*  | 255*  | 180*                                                                                | +25 por partido jugado en el round robin +35 por partido ganado en el round robin   | +25 por partido jugado en el round robin +35 por partido ganado en el round robin   | +25 por partido jugado en el round robin +35 por partido ganado en el round robin   | +25 por partido jugado en el round robin +35 por partido ganado en el round robin   | +25 por partido jugado en el round robin +35 por partido ganado en el round robin   | +25 por partido jugado en el round robin +35 por partido ganado en el round robin   | +25 por partido jugado en el round robin +35 por partido ganado en el round robin   | +25 por partido jugado en el round robin +35 por partido ganado en el round robin   | +25 por partido jugado en el round robin +35 por partido ganado en el round robin |  |
| Premier Mandatory (96S/48Q)    | 1000  | 650   | 390                                                                                 | 215                                                                                 | 120                                                                                 | 65                                                                                  | 35                                                                                  | 10                                                                                  | 30                                                                                  | -                                                                                   | 20                                                                                  | 2                                                                                 |  |
| Premier Mandatory (64/60S/32Q) | 1000  | 650   | 390                                                                                 | 215                                                                                 | 120                                                                                 | 65                                                                                  | 10                                                                                  | -                                                                                   | 30                                                                                  | -                                                                                   | 20                                                                                  | 2                                                                                 |  |
| Premier Mandatory (28/32D)     | 1000  | 650   | 390                                                                                 | 215                                                                                 | 120                                                                                 | 10                                                                                  | -                                                                                   | -                                                                                   | -                                                                                   | -                                                                                   | -                                                                                   | -                                                                                 |  |
| Premier 5 (56S/64Q)            | 900   | 585   | 350                                                                                 | 190                                                                                 | 105                                                                                 | 60                                                                                  | 1                                                                                   | -                                                                                   | 30                                                                                  | 22                                                                                  | 15                                                                                  | 1                                                                                 |  |
| Premier 5 (56S/48/32Q)         | 900   | 585   | 350                                                                                 | 190                                                                                 | 105                                                                                 | 60                                                                                  | 1                                                                                   | -                                                                                   | 30                                                                                  | -                                                                                   | 20                                                                                  | 1                                                                                 |  |
| Premier 5 (28D)                | 900   | 585   | 350                                                                                 | 190                                                                                 | 105                                                                                 | 1                                                                                   | -                                                                                   | -                                                                                   | -                                                                                   | -                                                                                   | -                                                                                   | -                                                                                 |  |
| Premier 5 (16D)                | 900   | 585   | 350                                                                                 | 190                                                                                 | 1                                                                                   | -                                                                                   | -                                                                                   | -                                                                                   | -                                                                                   | -                                                                                   | -                                                                                   | -                                                                                 |  |
| Premier (56S)                  | 470   | 305   | 185                                                                                 | 100                                                                                 | 55                                                                                  | 30                                                                                  | 1                                                                                   | -                                                                                   | 25                                                                                  | -                                                                                   | 13                                                                                  | 1                                                                                 |  |
| Premier (32S)                  | 470   | 305   | 185                                                                                 | 100                                                                                 | 55                                                                                  | 1                                                                                   | -                                                                                   | -                                                                                   | 25                                                                                  | 18                                                                                  | 13                                                                                  | 1                                                                                 |  |
| Premier (16D)                  | 470   | 305   | 185                                                                                 | 100                                                                                 | 1                                                                                   | -                                                                                   | -                                                                                   | -                                                                                   | -                                                                                   | -                                                                                   | -                                                                                   | -                                                                                 |  |
| International Events (32S/32Q) | 280   | 180   | 110                                                                                 | 60                                                                                  | 30                                                                                  | 1                                                                                   | -                                                                                   | -                                                                                   | 18                                                                                  | 14                                                                                  | 10                                                                                  | 1                                                                                 |  |
| International Events (32S/16Q) | 280   | 180   | 110                                                                                 | 60                                                                                  | 30                                                                                  | 1                                                                                   | -                                                                                   | -                                                                                   | 18                                                                                  | -                                                                                   | 12                                                                                  | 1                                                                                 |  |
| International Events (16D)     | 280   | 180   | 110                                                                                 | 60                                                                                  | 1                                                                                   | -                                                                                   | -                                                                                   | -                                                                                   | -                                                                                   | -                                                                                   | -                                                                                   | -                                                                                 |  |
| WTA 125K Series (S)            | 160   | 95    | 57                                                                                  | 29                                                                                  | 15                                                                                  | 1                                                                                   | -                                                                                   | -                                                                                   | 6                                                                                   | -                                                                                   | 4                                                                                   | 1                                                                                 |  |
| WTA 125K Series (16D)          | 160   | 95    | 57                                                                                  | 29                                                                                  | 1                                                                                   | -                                                                                   | -                                                                                   | -                                                                                   | -                                                                                   | -                                                                                   | -                                                                                   | -                                                                                 |  |

- S: Individual
- D: Dobles
- Q: Calificación
- H: Si proporciona hospitalidad
- *: Si pasa el Round Robin invicto

## Clasificación actual

### Individuales
| Pos.                                                                 | Jugadora                    | País            | Puntos | ± Pos.      | Torneos |
| -------------------------------------------------------------------- | --------------------------- | --------------- | ------ | ----------- | ------- |
| 1                                                                    | Aryna Sabalenka             | Bielorrusia     | 10 541 | Sin cambios | 20      |
| 2                                                                    | Iga Świątek                 | Polonia         | 7470   | Sin cambios | 17      |
| 3                                                                    | Jessica Pegula              | Estados Unidos  | 6101   | 1           | 18      |
| 4                                                                    | Coco Gauff                  | Estados Unidos  | 6063   | 1           | 21      |
| 5                                                                    | Madison Keys                | Estados Unidos  | 4999   | Sin cambios | 19      |
| 6                                                                    | Jasmine Paolini             | Italia          | 4843   | Sin cambios | 18      |
| 7                                                                    | Mirra Andréyeva             | Rusia           | 4775   | Sin cambios | 18      |
| 8                                                                    | Zheng Qinwen                | China           | 4243   | Sin cambios | 20      |
| 9                                                                    | Paula Badosa                | España          | 3821   | Sin cambios | 22      |
| 10                                                                   | Yelena Rybákina             | Kazajistán      | 3808   | Sin cambios | 19      |
| 11                                                                   | Emma Navarro                | Estados Unidos  | 3797   | Sin cambios | 25      |
| 12                                                                   | Karolína Muchová            | República Checa | 2919   | 1           | 17      |
| 13                                                                   | Diana Shnaider              | Rusia           | 2913   | 1           | 28      |
| 14                                                                   | Daria Kasátkina             | Australia       | 2741   | 2           | 24      |
| 15                                                                   | Barbora Krejčíková          | República Checa | 2675   | Sin cambios | 15      |
| 16                                                                   | Amanda Anisimova            | Estados Unidos  | 2617   | Sin cambios | 20      |
| 17                                                                   | Beatriz Haddad Maia         | Brasil          | 2209   | Sin cambios | 24      |
| 18                                                                   | Elina Svitólina             | Ucrania         | 2180   | Sin cambios | 16      |
| 19                                                                   | Liudmila Samsónova          | Rusia           | 2150   | Sin cambios | 24      |
| 20                                                                   | Donna Vekić                 | Croacia         | 2141   | Sin cambios | 21      |
| 21                                                                   | Clara Tauson                | Dinamarca       | 2114   | Sin cambios | 23      |
| 22                                                                   | Yekaterina Aleksándrova     | Rusia           | 1913   | 4           | 26      |
| 23                                                                   | Yúliya Putíntseva           | Kazajistán      | 1873   | Sin cambios | 22      |
| 24                                                                   | Jeļena Ostapenko            | Letonia         | 1846   | 1           | 22      |
| 25                                                                   | Marta Kostiuk               | Ucrania         | 1805   | 1           | 21      |
| 26                                                                   | Leylah Fernandez            | Canadá          | 1763   | 1           | 23      |
| 27                                                                   | Ons Jabeur                  | Túnez           | 1723   | 2           | 17      |
| 28                                                                   | Magdalena Fręch             | Polonia         | 1712   | 2           | 28      |
| 29                                                                   | Elise Mertens               | Bélgica         | 1708   | 1           | 24      |
| 30                                                                   | Magda Linette               | Polonia         | 1684   | 1           | 25      |
| 31                                                                   | Anna Kalínskaya             | Rusia           | 1622   | 2           | 22      |
| 32                                                                   | Danielle Collins            | Estados Unidos  | 1581   | 10          | 17      |
| 33                                                                   | Linda Nosková               | República Checa | 1573   | 1           | 20      |
| 34                                                                   | Sofia Kenin                 | Estados Unidos  | 1563   | 10          | 25      |
| 35                                                                   | Ashlyn Krueger              | Estados Unidos  | 1489   | 1           | 25      |
| 36                                                                   | Elina Avanesian             | Armenia         | 1405   | 1           | 26      |
| 37                                                                   | Rebecca Šramková            | Eslovaquia      | 1393   | 1           | 26      |
| 38                                                                   | Anastasiya Potápova         | Rusia           | 1384   | Sin cambios | 23      |
| 39                                                                   | Olga Danilović              | Serbia          | 1372   | 4           | 20      |
| 40                                                                   | Katie Boulter               | Reino Unido     | 1366   | 1           | 22      |
| 41                                                                   | Wang Xinyu                  | China           | 1298   | 1           | 24      |
| 42                                                                   | Belinda Bencic              | Suiza           | 1279   | 1           | 13      |
| 43                                                                   | McCartney Kessler           | Estados Unidos  | 1267   | 1           | 24      |
| 44                                                                   | Peyton Stearns              | Estados Unidos  | 1266   | 1           | 27      |
| 45                                                                   | Lulu Sun                    | Nueva Zelanda   | 1252   | Sin cambios | 23      |
| 46                                                                   | Dayana Yastremska           | Ucrania         | 1229   | Sin cambios | 21      |
| 47                                                                   | Emma Raducanu               | Reino Unido     | 1222   | 1           | 16      |
| 48                                                                   | Markéta Vondroušová         | República Checa | 1176   | 1           | 15      |
| 49                                                                   | Anastasía Pavliuchénkova    | Rusia           | 1173   | 1           | 18      |
| 50                                                                   | Victoria Azárenka           | Bielorrusia     | 1119   | 3           | 16      |
| 51                                                                   | Moyuka Uchijima             | Japón           | 1089   | 2           | 30      |
| 52                                                                   | Veronika Kudermétova        | Rusia           | 1083   | Sin cambios | 27      |
| 53                                                                   | María Camila Osorio Serrano | Colombia        | 1078   | 1           | 22      |
| 54                                                                   | Alycia Parks                | Estados Unidos  | 1061   | 1           | 33      |
| 55                                                                   | Polina Kudermetova          | Rusia           | 1054   | 4           | 32      |
| 56                                                                   | Naomi Osaka                 | Japón           | 1049   | Sin cambios | 15      |
| 57                                                                   | Kateřina Siniaková          | República Checa | 1040   | 1           | 26      |
| 58                                                                   | Marie Bouzková              | República Checa | 1033   | 7           | 25      |
| 59                                                                   | Lucia Bronzetti             | Italia          | 1018   | 1           | 29      |
| 60                                                                   | Sonay Kartal                | Reino Unido     | 1012   | 1           | 19      |
| 61                                                                   | Kimberly Birrell            | Australia       | 997    | 1           | 28      |
| 62                                                                   | Mayar Sherif                | Egipto          | 991    | 1           | 26      |
| 63                                                                   | Ann Li                      | Estados Unidos  | 984    | 4           | 28      |
| 64                                                                   | Viktoriya Tomova            | Bulgaria        | 981    | 1           | 29      |
| 65                                                                   | Anhelina Kalínina           | Ucrania         | 956    | 3           | 25      |
| 66                                                                   | Jaqueline Cristian          | Rumania         | 948    | 9           | 24      |
| 67                                                                   | Varvara Grachova            | Francia         | 945    | 1           | 25      |
| 68                                                                   | Eva Lys                     | Alemania        | 934    | 2           | 18      |
| 69                                                                   | Jéssica Bouzas Maneiro      | España          | 924    | Sin cambios | 26      |
| 70                                                                   | Suzan Lamens                | Países Bajos    | 920    | 1           | 30      |
| 71                                                                   | Renata Zarazúa              | México          | 912    | 1           | 32      |
| 72                                                                   | Caroline Dolehide           | Estados Unidos  | 900    | 1           | 23      |
| 73                                                                   | Alexandra Eala              | Filipinas       | 894    | 2           | 30      |
| 74                                                                   | Irina-Camelia Begu          | Rumania         | 880    | 2           | 20      |
| 75                                                                   | Anna Blinkova               | Rusia           | 862    | 4           | 32      |
| 76                                                                   | Bernarda Pera               | Estados Unidos  | 857    | 4           | 26      |
| 77                                                                   | Zeynep Sönmez               | Turquía         | 853    | Sin cambios | 24      |
| 78                                                                   | Maya Joint                  | Australia       | 849    | 3           | 31      |
| 79                                                                   | Ajla Tomljanović            | Australia       | 847    | 8           | 22      |
| 80                                                                   | Katie Volynets              | Estados Unidos  | 838    | 2           | 26      |
| 81                                                                   | Tatjana Maria               | Alemania        | 825    | 1           | 35      |
| 82                                                                   | María Sákkari               | Grecia          | 821    | 18          | 19      |
| 83                                                                   | Kamila Rajímova             | Rusia           | 814    | 9           | 31      |
| 84                                                                   | Emiliana Arango             | Colombia        | 811    | Sin cambios | 29      |
| 85                                                                   | Sara Sorribes               | España          | 789    | 1           | 24      |
| 86                                                                   | Hailey Baptiste             | Estados Unidos  | 780    | 4           | 23      |
| 87                                                                   | Arantxa Rus                 | Países Bajos    | 776    | 4           | 31      |
| 88                                                                   | Anca Todoni                 | Rumania         | 776    | 5           | 23      |
| 89                                                                   | Elisabetta Cocciaretto      | Italia          | 773    | 4           | 23      |
| 90                                                                   | Elena-Gabriela Ruse         | Rumania         | 771    | 1           | 18      |
| 91                                                                   | Anna Bondár                 | Hungría         | 771    | 5           | 34      |
| 92                                                                   | Greet Minnen                | Bélgica         | 767    | 2           | 26      |
| 93                                                                   | Viktorija Golubic           | Suiza           | 759    | 2           | 22      |
| 94                                                                   | Cristina Bucșa              | España          | 748    | 1           | 28      |
| 95                                                                   | Laura Siegemund             | Alemania        | 748    | 7           | 21      |
| 96                                                                   | Jil Teichmann               | Suiza           | 744    | 1           | 26      |
| 97                                                                   | Erika Andreeva              | Rusia           | 742    | 1           | 26      |
| 98                                                                   | Olivia Gadecki              | Australia       | 733    | 2           | 26      |
| 99                                                                   | Caroline Garcia             | Francia         | 729    | 2           | 15      |
| 100                                                                  | Robin Montgomery            | Estados Unidos  | 724    | 5           | 21      |
| Fuente: API WTA - Ranking WTA individuales; actualización automática |                             |                 |        |             |         |

### Dobles
| Pos.                                                           | Jugadora                | País               | Puntos | ± Pos.      | Torneos |
| -------------------------------------------------------------- | ----------------------- | ------------------ | ------ | ----------- | ------- |
| 1                                                              | Kateřina Siniaková      | República Checa    | 10 665 | Sin cambios | 18      |
| 2                                                              | Taylor Townsend         | Estados Unidos     | 8825   | Sin cambios | 15      |
| 3                                                              | Erin Routliffe          | Nueva Zelanda      | 7840   | Sin cambios | 22      |
| 4                                                              | Jeļena Ostapenko        | Letonia            | 6775   | Sin cambios | 17      |
| 5                                                              | Gabriela Dabrowski      | Canadá             | 5983   | Sin cambios | 16      |
| 6                                                              | Jasmine Paolini         | Italia             | 5355   | Sin cambios | 15      |
| 6                                                              | Sara Errani             | Italia             | 5355   | Sin cambios | 15      |
| 8                                                              | Asia Muhammad           | Estados Unidos     | 4690   | 1           | 24      |
| 9                                                              | Liudmila Kichenok       | Ucrania            | 4630   | 1           | 21      |
| 10                                                             | Su-Wei Hsieh            | República de China | 4521   | Sin cambios | 17      |
| 11                                                             | Zhang Shuai             | China              | 4393   | Sin cambios | 31      |
| 12                                                             | Diana Shnaider          | Rusia              | 4344   | 2           | 17      |
| 13                                                             | Desirae Krawczyk        | Estados Unidos     | 4338   | 2           | 23      |
| 14                                                             | Chan Hao-ching          | República de China | 4325   | 2           | 25      |
| 15                                                             | Veronika Kudermétova    | Rusia              | 4215   | 2           | 19      |
| 16                                                             | Irina Jromachova        | Rusia              | 4055   | Sin cambios | 27      |
| 17                                                             | Caroline Dolehide       | Estados Unidos     | 3985   | 4           | 17      |
| 18                                                             | Anna Danilina           | Kazajistán         | 3913   | 1           | 30      |
| 19                                                             | Mirra Andréyeva         | Rusia              | 3869   | 1           | 13      |
| 20                                                             | Ellen Perez             | Australia          | 3820   | 1           | 25      |
| 21                                                             | Cristina Bucșa          | España             | 3726   | 1           | 27      |
| 22                                                             | Laura Siegemund         | Alemania           | 3715   | Sin cambios | 15      |
| 23                                                             | Nicole Melichar         | Estados Unidos     | 3585   | Sin cambios | 25      |
| 24                                                             | Kristina Mladenovic     | Francia            | 3346   | Sin cambios | 12      |
| 25                                                             | Coco Gauff              | Estados Unidos     | 3296   | Sin cambios | 5       |
| 26                                                             | Demi Schuurs            | Países Bajos       | 3253   | Sin cambios | 22      |
| 27                                                             | Aleksandra Panova       | Rusia              | 3073   | Sin cambios | 28      |
| 28                                                             | Jiang Xinyu             | China              | 2785   | 1           | 29      |
| 29                                                             | Miyu Kato               | Japón              | 2779   | 1           | 29      |
| 30                                                             | Wu Fang-hsien           | República de China | 2767   | Sin cambios | 33      |
| 31                                                             | Olivia Nicholls         | Reino Unido        | 2676   | Sin cambios | 29      |
| 32                                                             | Elise Mertens           | Bélgica            | 2665   | Sin cambios | 16      |
| 33                                                             | Leylah Fernandez        | Canadá             | 2615   | Sin cambios | 17      |
| 34                                                             | Tereza Mihalíková       | Eslovaquia         | 2611   | Sin cambios | 28      |
| 35                                                             | Tímea Babos             | Hungría            | 2589   | Sin cambios | 24      |
| 36                                                             | Bethanie Mattek-Sands   | Estados Unidos     | 2506   | Sin cambios | 24      |
| 37                                                             | Sofia Kenin             | Estados Unidos     | 2366   | 2           | 19      |
| 38                                                             | Luisa Stefani           | Brasil             | 2358   | 1           | 18      |
| 39                                                             | Giuliana Olmos          | México             | 2324   | 1           | 29      |
| 40                                                             | Sara Sorribes           | España             | 2290   | 4           | 10      |
| 41                                                             | Monica Niculescu        | Rumania            | 2255   | 1           | 22      |
| 42                                                             | Aldila Sutjiadi         | Indonesia          | 2186   | Sin cambios | 23      |
| 43                                                             | Wang Xinyu              | China              | 2155   | Sin cambios | 16      |
| 44                                                             | Barbora Krejčíková      | República Checa    | 2102   | 1           | 9       |
| 45                                                             | Xu Yifan                | China              | 2053   | 1           | 28      |
| 46                                                             | Guo Hanyu               | China              | 1976   | 2           | 20      |
| 47                                                             | Ulrike Eikkeri          | Noruega            | 1963   | 2           | 28      |
| 48                                                             | Elena-Gabriela Ruse     | Rumania            | 1941   | 2           | 9       |
| 49                                                             | Nadia Kichenok          | Ucrania            | 1921   | 8           | 24      |
| 50                                                             | Katarzyna Piter         | Polonia            | 1919   | 1           | 27      |
| 51                                                             | Eri Hozumi              | Japón              | 1889   | 4           | 31      |
| 52                                                             | Fanny Stollár           | Hungría            | 1855   | Sin cambios | 21      |
| 53                                                             | Zheng Saisai            | China              | 1827   | Sin cambios | 15      |
| 54                                                             | Beatriz Haddad Maia     | Brasil             | 1776   | Sin cambios | 11      |
| 55                                                             | Shuko Aoyama            | Japón              | 1752   | Sin cambios | 29      |
| 56                                                             | Liudmila Samsónova      | Rusia              | 1724   | Sin cambios | 14      |
| 57                                                             | Marta Kostiuk           | Ucrania            | 1711   | Sin cambios | 7       |
| 58                                                             | Ena Shibahara           | Japón              | 1618   | 1           | 15      |
| 59                                                             | Yana Sízikova           | Rusia              | 1606   | 1           | 28      |
| 60                                                             | Makoto Ninomiya         | Japón              | 1568   | 2           | 32      |
| 61                                                             | Jessica Pegula          | Estados Unidos     | 1555   | Sin cambios | 10      |
| 62                                                             | Harriet Dart            | Reino Unido        | 1420   | Sin cambios | 17      |
| 63                                                             | Ingrid Neel             | Estonia            | 1416   | 1           | 14      |
| 64                                                             | Yuan Yue                | China              | 1387   | 1           | 12      |
| 65                                                             | Anna Sisková            | República Checa    | 1336   | 1           | 28      |
| 66                                                             | Peyton Stearns          | Estados Unidos     | 1292   | 10          | 12      |
| 67                                                             | Mayar Sherif            | Egipto             | 1277   | Sin cambios | 10      |
| 68                                                             | Angelica Moratelli      | Italia             | 1254   | Sin cambios | 31      |
| 69                                                             | Maia Lumsden            | Reino Unido        | 1226   | Sin cambios | 31      |
| 70                                                             | Tang Qianhui            | China              | 1195   | 1           | 30      |
| 71                                                             | Kamila Rajímova         | Rusia              | 1168   | 8           | 13      |
| 72                                                             | Oksana Kaláshnikova     | Georgia            | 1160   | 2           | 29      |
| 73                                                             | Yang Zhaoxuan           | China              | 1150   | Sin cambios | 8       |
| 74                                                             | Yekaterina Aleksándrova | Rusia              | 1125   | 4           | 14      |
| 75                                                             | Yúliya Putíntseva       | Kazajistán         | 1101   | Sin cambios | 12      |
| 76                                                             | Marie Bouzková          | República Checa    | 1084   | 4           | 15      |
| 77                                                             | Yvonne Cavalle Reimers  | España             | 1063   | 2           | 30      |
| 78                                                             | Emily Appleton          | Reino Unido        | 1039   | 6           | 31      |
| 79                                                             | Sabrina Santamaria      | Estados Unidos     | 1035   | 1           | 30      |
| 80                                                             | Anastasia Dețiuc        | República Checa    | 1030   | 1           | 27      |
| 81                                                             | Quinn Gleason           | Estados Unidos     | 1024   | 4           | 33      |
| 82                                                             | Linda Nosková           | República Checa    | 1001   | Sin cambios | 13      |
| 83                                                             | Anna Blinkova           | Rusia              | 959    | 3           | 12      |
| 84                                                             | Anastasiya Potápova     | Rusia              | 949    | 3           | 13      |
| 85                                                             | Amina Anshba            | Rusia              | 942    | 3           | 33      |
| 86                                                             | Anna Kalínskaya         | Rusia              | 930    | 4           | 6       |
| 87                                                             | Yafan Wang              | China              | 923    | 4           | 11      |
| 88                                                             | Miriam Kolodziejová     | República Checa    | 922    | 5           | 32      |
| 89                                                             | Ingrid Gamarra Martins  | Brasil             | 901    | 3           | 28      |
| 90                                                             | Magali Kempen           | Bélgica            | 901    | 9           | 20      |
| 91                                                             | Elena Pridankina        | Rusia              | 898    | 2           | 25      |
| 92                                                             | Kimberley Zimmermann    | Bélgica            | 865    | 3           | 35      |
| 93                                                             | Aleksandra Krunić       | Serbia             | 845    | 13          | 14      |
| 94                                                             | Nao Hibino              | Japón              | 830    | 2           | 18      |
| 95                                                             | Magda Linette           | Polonia            | 823    | 6           | 13      |
| 96                                                             | Camilla Rosatello       | Italia             | 817    | 1           | 29      |
| 97                                                             | Isabelle Haverlag       | Países Bajos       | 811    | 4           | 33      |
| 98                                                             | Renata Zarazúa          | México             | 810    | Sin cambios | 17      |
| 99                                                             | Diane Parry             | Francia            | 793    | 1           | 9       |
| 100                                                            | Francisca Jorge         | Portugal           | 785    | 2           | 18      |
| Fuente: API WTA - Ranking WTA Dobles; actualización automática |                         |                    |        |             |         |